# Before
Before è il primo singolo estratto dall'album Bilingual dei Pet Shop Boys. Il brano si classificò alla posizione numero 7 in madrepatria. Negli Stati Uniti, invece, balzò in testa alla classifica dance americana e si piazzò alla posizione numero 107 nella classifica Billboard Hot 100.
In un'intervista, Neil Tennant dichiarò Before è una "canzone d'amore, riguardante una persona che conosce, la quale spera sia d'incoraggiamento per lei".

## Pubblicazione
Il brano, forte anche del successo ottenuto in America, venne pubblicato e remixato in diversi formati. I dischi contengono, oltre ai già citati remix, come b-side alcuni brani dei Pet Shop Boys: The truck driver and his mate (brano che i Pet Shop Boys eseguirono nella loro performance al teatro Savoy di Londra nel 1997), Hit and miss e In The Night '95 (un remake del loro brano originario del 1985).

## Tracce

### UK CD1: Parlophone
1. "Before" – 4:05
2. "The truck driver and his mate" – 3:33
3. "Hit and miss" – 4:05
4. "In the night '95" – 4:17

### UK CD2: Parlophone
1. "Before" (Classic Paradise mix) – 7:56
2. "Before" (Aphrodisiac mix) – 7:27
3. "Before" (Hed Boys mix) – 7:33
4. "Before" (Extended mix) – 8:47
5. "Before" (Danny Tenaglia mix) – 7:15

### UK 3x12": Parlophone
1. "Before" (Underground mix) – 7:15
2. "Before" (Bonus dub) – 3:59
3. "Before" (Underground instrumental) – 7:15
4. "Before" (Bonus beats) – 3:59
5. "Before" (Classic Paradise mix) – 7:56
6. "Before" (Aphrodisiac mix) – 7:27
7. "Before" (Hed Boys mix) – 7:33
8. "Before" (dub) – 4:53
9. "Before" (Extended mix) – 8:47

### US 5" CD maxi-single: EMI
1. "Before" (Album version) – 4:05
2. "Before" (D.T.'s after mix) – 8:46
3. "Before" (Classic Paradise mix Love to Infinity) – 7:56
4. "Before" (Joey Negro's Hed Boys mix) – 7:35
5. "Before" (Joey Negro's Before dub) – 4:55
6. "Before" (Tenaglia's underground mix) – 7:17
7. "Before" (Tenaglia's bonus beats) – 4:03
8. "Before" (D.T.'s twilo dub) – 8:57
9. "Before" (Tenglia's bonus dub) – 4:03

### US enhanced CD single: Atlantic
1. "Before" (Album version)
2. "The truck driver and his mate"
3. "Hit and miss"

- include anche il videoclip di Before

## Classifiche
| Nazione (1996)                      | Posizione |
| ----------------------------------- | --------- |
| Official Singles Chart              | 7         |
| Austria                             | 38        |
| Australia                           | 25        |
| Finlandia                           | 4         |
| Germania                            | 45        |
| Italia                              | 15        |
| Svezia                              | 10        |
| Svizzera                            | 31        |
| U.S. Hot Dance Club Play            | 1         |
| U.S. Billboard Hot 100              | 107       |
| U.S. Bubbling Under Hot 100 Singles | 7         |
| Canadian Dance/Urban Singles Chart  | 19        |